# 破裂音

調音方法

気流の妨害度

阻害音
破裂音
破擦音
摩擦音
共鳴音
ふるえ音
はじき音
接近音

気流の通路
中線音
側面音
口蓋帆の状態
口音
口鼻音
鼻音
気流機構
肺臓気流
吸気音
呼気音

非肺臓気流
放出音
入破音
吸着音

▶ 調音部位

破裂音（、英: plosive）は、声道閉鎖による気流の遮断とその破裂的開放によって鳴る声である。閉鎖音（、英: stop, 英: occlusive）とも。

## 概要
鼻腔と口腔の双方の通気を同時に完全閉鎖するように、喉頭部または声門を閉鎖するか、あるいは口蓋帆を上げて鼻腔内を通る声道を閉鎖した上、口腔内の上下の調音器官を密着させて口腔内の声道も閉鎖することによって、閉鎖位置までの気圧を高め、その閉鎖を開放することによって発生する音（子音）のクラスを指す。

## 用語と定義
国際音声記号では「破裂音（はれつおん、英: plosive）」という語を使っている。
「閉鎖音（へいさおん、stop または occlusive）」と呼ばれることもある。破裂音と閉鎖音は区別しないことも少なくないが、異なる定義で使っていることもある。
服部四郎は「破裂音」を外破の際の噪音の意味に限って用い、閉鎖のあとの出わたりの噪音が聞こえないものについて「閉鎖音」の語を用いる。鼻音は含まない。
ピーター・ラディフォギッドも「閉鎖音」の語を用い、鼻音を含むように定義することも可能だが、含まないのが普通であるとする。また破擦音を閉鎖音の一種とする。
現在の音声学では使われないが、古くは黙音（もくおん、mute）とも言った。伝統的なラテン語の文法書などで「名詞第三曲用の黙音幹」のように使用される。

## 調音
破裂音の調音は以下の3段階を経る：
1. 閉鎖の形成: 閉鎖を形成（閉鎖音の語源）。破裂鼻音では口蓋帆の下制により鼻腔側は開放状態。
2. 閉鎖の持続: 閉鎖へ流れ込む気流により内圧が上昇
3. 閉鎖の開放: 閉鎖が開放される瞬間に空気が破裂（破裂音の語源）

### 閉鎖の形成
第1段階である閉鎖の形成は様々な箇所・様式・影響がある。

#### 内破
内破（）は閉鎖の形成時に音が発生する現象である。
開かれた状態から急激に閉鎖を作った場合、条件によっては破裂の音が生じることがある。これが内破である。いくつかの言語の語末で閉鎖を開放せず、内破のみで終わる音を持つものがある。これを内破音あるいは無開放閉鎖音と呼ぶ。無声の状態から閉鎖が形成されたときには内破は起こらないので、これは不破と呼ばれる。

#### 前鼻音化
閉鎖の形成時に鼻音を伴うことを前鼻音化と呼ぶ。

### 閉鎖の開放
第3段階である閉鎖の開放は様々な箇所・様式で起きうる。

#### 閉鎖の開放箇所
閉鎖の開放は声道内の様々な箇所で起きうる。
最も一般的な開放では第1段階で形成された閉鎖箇所が開放される。つまり止めていたものを解き放つ。
鼻腔開放では口蓋帆が開放される。第1段階で形成された口腔内の閉鎖箇所はそのままに口蓋帆を下制することで開放する。開放後は口腔側が閉鎖したまま鼻腔側が開放されているため、そのまま鼻音が続くことが多い。
側面開放は舌の両脇の開放である。同じ調音位置の側面音が続くことが多い。

#### 外破
外破（）は閉鎖の開放時に音が発生する現象である。
外破により破裂音源が生まれ、これが調音を受けたのちに放射され音となる（=耳に届く破裂音になる）。

#### 破擦化
閉鎖の開放は破裂的でなく摩擦音と一体化する場合がある。すなわち、閉鎖を一気に開放せずにその閉鎖を緩めて隙間を作ると、同じ調音部位の摩擦音が発生する。これを破擦化という。この2つの音は連続していて音節の切れ目が存在しないので1つの音として扱われ破擦音と呼ばれる。

## 上位分類
破裂音の生成過程では声帯音源（発声）に依らず気流から破裂音源を作り出している（⇒ #調音）。そのため破裂音は共鳴音ではなく阻害音に分類される。

## 下位分類

### 破裂口音と破裂鼻音
鼻音の生成過程では口腔が閉鎖される。言い換えれば鼻音は「閉鎖の形成」「閉鎖の持続」の2ステップを踏んでいる。これは破裂音に該当するため、鼻音は破裂鼻音とも呼ばれる。これと対比して、口音タイプの破裂音は破裂口音とも呼ばれる。なお、鼻音は次の母音にわたる瞬間に口腔内の閉鎖が開放され破裂が起こっている。このことは有声の鼻音では顕著に表れないが、無声の鼻音では聞き取ることができる。

### 国際音声記号
国際音声記号（IPA）では Plosive として定義されている。Plosiveクラスに属する単音には以下がある。
- [p] - 無声両唇破裂音
- [b] - 有声両唇破裂音
- [t] - 無声歯茎破裂音
- [d] - 有声歯茎破裂音
- [ʈ] - 無声そり舌破裂音
- [ɖ] - 有声そり舌破裂音
- [c] - 無声硬口蓋破裂音
- [ɟ] - 有声硬口蓋破裂音
- [k] - 無声軟口蓋破裂音
- [ɡ] - 有声軟口蓋破裂音
- [q] - 無声口蓋垂破裂音
- [ɢ] - 有声口蓋垂破裂音
- [ʔ] - 声門破裂音

## テンス
朝鮮語の無声破裂音では喉頭の筋肉の緊張を伴うか（テンス）そうでないか（ラックス）によって意味を弁別している。